# اوزوم‌لو (شابران)
اوزوم‌لو (به لاتین: Üzümlü) یک منطقه مسکونی در جمهوری آذربایجان است که در شهرستان شابران واقع شده است.